# اس‌اس ادلفین
اس‌اس ادلفین (به انگلیسی: SS Adolphine) یک کشتی است.